# Tomáš Krulich
Tomáš Krulich (* 19. dubna 1966, Teplice) je český rockový kytarista, hudební skladatel a zakládající člen skupiny Kabát. Krátce působil také ve skupině Motorband. V roce 1980 se stal jako žák mistr republiky ve fotbale za FK Teplice.
Jako své oblíbené interprety uvádí například: AC/DC, Judas Priest, ZZ Top či Status Quo.

## Původní profese
Samostatný technolog v údržbě vysokotlakého potrubí.

## Diskografie
| Název               | Rok vydání |
| ------------------- | ---------- |
| Má jí motorovou     | 1991       |
| Děvky tyto znaj     | 1993       |
| Colorado            | 1994       |
| Země plná trpaslíků | 1995       |
| Čert na koze jel    | 1997       |
| MegaHu              | 1999       |
| Go satane go        | 2000       |
| Dole v dole         | 2003       |
| Corrida             | 2006       |
| Banditi di Praga    | 2010       |
| Do pekla/do nebe    | 2015       |
| El Presidento       | 2022       |

## Filmografie
| Rok  | Název filmu                          | Poznámka                                            |
| ---- | ------------------------------------ | --------------------------------------------------- |
| 1998 | Čert na koze jel                     | Záznam koncertu skupiny Kabát.                      |
| 2001 | Suma Sumárum - Best Of               | Sestřih z koncertu a videoklipy skupiny Kabát.      |
| 2002 | Suma Sumárum                         | Záznam koncertu skupiny Kabát.                      |
| 2004 | Kabát 2003-2004                      | Sestřih z koncertu a záznam koncertu skupiny Kabát. |
| 2007 | Eurosong aneb Kabát jde do Evropy    | Dokumentární film České televize.                   |
| 2008 | Kabát: Corrida 2007                  | Záznam koncertu skupiny Kabát.                      |
| 2009 | Po čertech velkej koncert            | Záznam koncertu skupiny Kabát.                      |
| 2011 | Kabát: Banditi di Praga - Turné 2011 | Záznam koncertu skupiny Kabát.                      |
| 2016 | Kabát 2013-2015                      | Záznam koncertů a poslední album skupiny Kabát.     |
| 2016 | Země revivalů                        | Dokumentární film České televize.                   |
| 2019 | Kabát: Noc v Edenu                   | Sestřih koncertu skupiny Kabát.                     |

## Dílo
On a kytarista Ota Váňa jsou hlavními skladateli skupiny Kabát. Texty skupině píše Milan Špalek, kterému napomáhá již nahraná hudba kytaristů a právě na něm závisí jestli píseň otextuje nebo se definitivně zahodí.
Mezi jeho významná díla patří:
| Název písně                | Autor                    | Album               |
| -------------------------- | ------------------------ | ------------------- |
| "Opilci v dějinách"        | (Krulich/Špalek)         | Děvky tyto znaj     |
| "Óda na konopí"            | (Krulich/Špalek)         | Děvky tyto znaj     |
| "Děvky tyto znaj"          | (Krulich/Špalek)         | Děvky tyto znaj     |
| "Žízeň"                    | (Krulich/Špalek)         | Děvky tyto znaj     |
| "Starej bar"               | (Krulich/Špalek)         | Colorado            |
| "Kdyby ženský nebyly"      | (Krulich/Špalek)         | Colorado            |
| "Piju já, piju rád"        | (Krulich/Špalek)         | Země plná trpaslíků |
| "Boogie českýho šífaře"    | (Krulich/Hájíček)        | Čert na koze jel    |
| "Prdel vody"               | (Krulich/Špalek)         | MegaHu              |
| "Šaman"                    | (Krulich/Špalek)         | MegaHu              |
| "V pekle sudy válej"       | (Krulich/Špalek)         | Go satane go        |
| "Mravenci"                 | (Krulich/Špalek)         | Go satane go        |
| "Bum bum tequila"          | (Krulich/Špalek)         | Go satane go        |
| "Bára"                     | (Krulich/Špalek)         | Go satane go        |
| "Pohoda"                   | (Krulich/Špalek)         | Suma Sumárum        |
| "Dole v dole"              | (Krulich/Špalek)         | Dole v dole         |
| "Kalamity Jane"            | (Krulich/Špalek)         | Dole v dole         |
| "Frau Vogelrauch"          | (Krulich/Špalek)         | Dole v dole         |
| "Virtuoz"                  | (Krulich/Špalek)         | Corrida             |
| "Buldozerem"               | (Krulich/Špalek)         | Corrida             |
| "Don Pedro von Poltgreist" | (Krulich/Špalek)         | Banditi di Praga    |
| "Western Boogie"           | (Krulich/Špalek, Homola) | Do pekla/do nebe    |

## Kytary
Hraje na kytary Gibson Explorer, Gibson Flying V a Fender Telecaster. V počátcích hrál také na Fender Stratocaster. Firma Fokus mu na zakázku vyrábí napodobeniny jeho používaných kytar. V roce 2011 mu byl vyroben Fender Telecaster s tělem pomalovaným jako rifflovina a na zádi s jeho profilem obličeje a červeným logem Kabát. Roku 2016 na festivalovém turné ukázal napodobeninu Gibsona Explorera opět s rifflovými rysy a ženským pozadím. Na halovém turné v roce 2017 představil napodobeninu Gibson Flying V tentokrát výtvarně zpracováno s portrétem Lemmyho. 

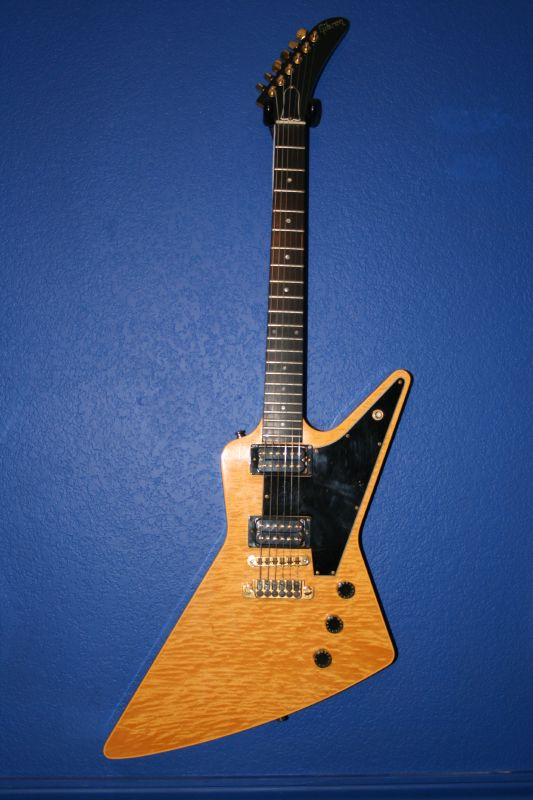
Gibson Explorer.
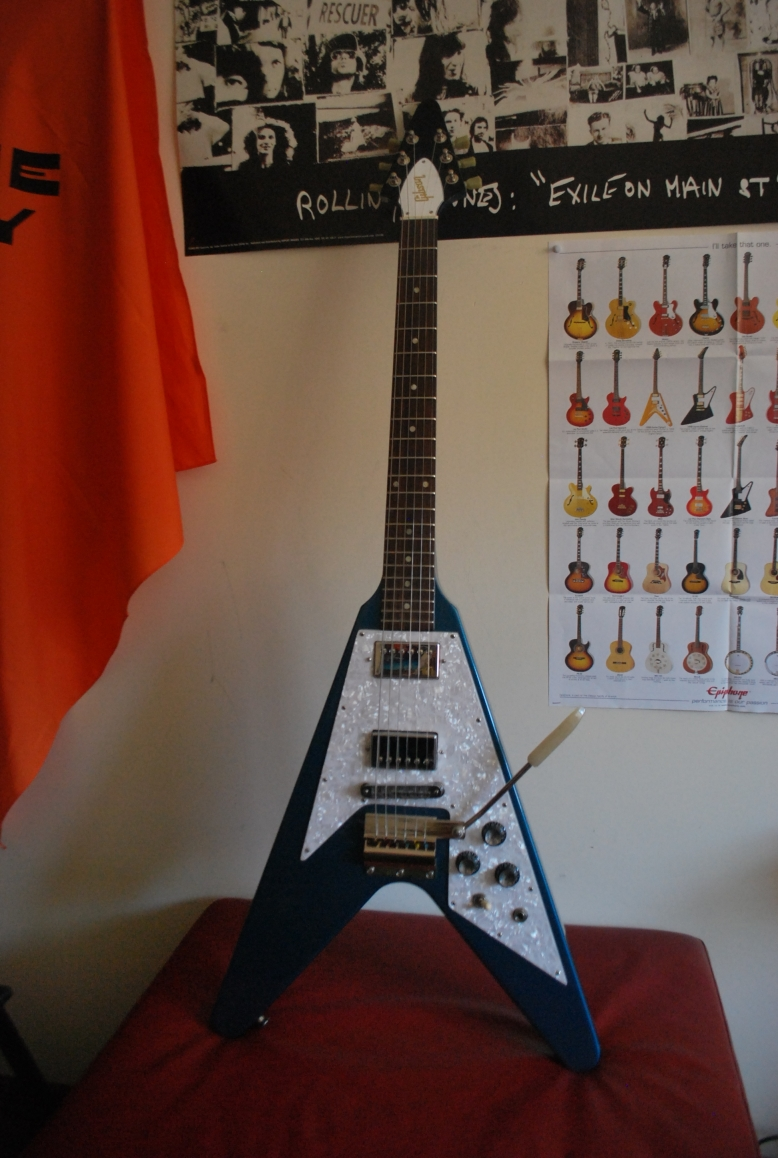
Gibson Flying V.
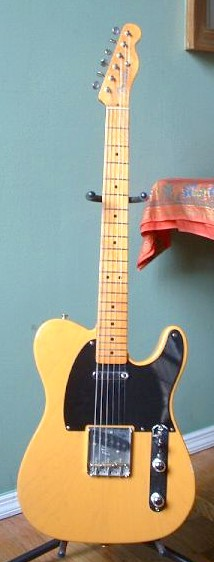
Fender Telecaster.
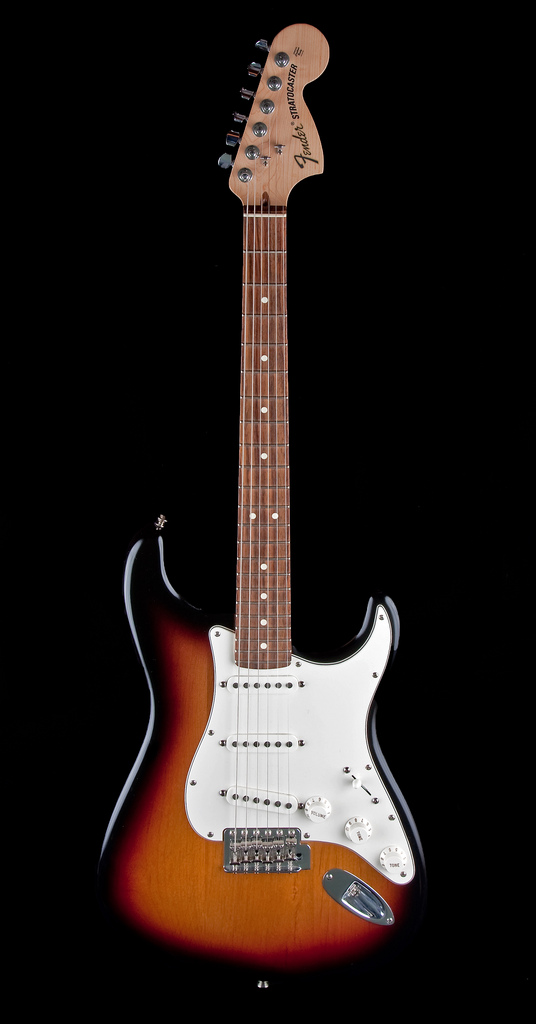
Fender Stratocaster.
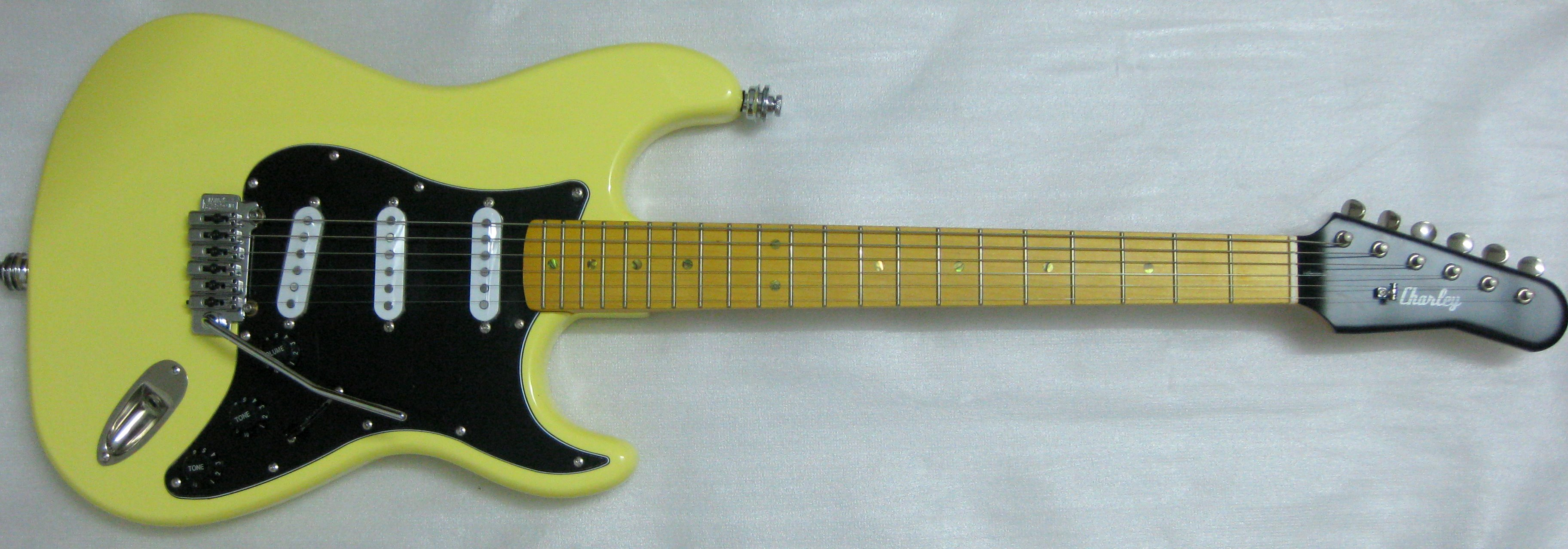
Charley Guitars - CST-1.